# Adesmia rahmeri
Adesmia rahmeri är en ärtväxtart som beskrevs av Rodolfo Amando Philippi. Adesmia rahmeri ingår i släktet Adesmia och familjen ärtväxter. Inga underarter finns listade i Catalogue of Life.